# Comtat de Cook (Illinois)
El comtat de Cook (en anglès: Cook County), fundat el 1831, és un dels 102 comtats de l'estat nord-americà d'Illinois. És el segon comtat més poblat dels Estats Units després del comtat de Los Angeles. L'any 2008, el comtat tenia 5.294.664 habitants i una densitat poblacional de 2.161 persones per km², albergant al 43.3% del total de la població de l'estat d'Illinois. La població del comtat de Cook és major que la de 29 estats i la població combinada dels set estats menys poblats. La seu del comtat és Chicago. El comtat rep el seu nom en honor de Daniel Pope Cook. El comtat es troba dins de l'àrea metropolitana de Chicago.

## Història
El comtat de Cook va ser creat el 15 de gener de 1831 del comtat de Putnam per una llei de la Legislatura Estatal d'Illinois. Va ser el 54è comtat establert a l'estat d'Illinois i va ser nomenat en honor de Daniel Pope Cook, un dels primers i importants polítics d'Illinois, que va exercir com a representant d'Illinois i el Fiscal General de l'Estat d'Illinois. Poc després, el 1839, es va formar el comtat de DuPage de parts del comtat de Cook.